# Zentla, Veracruz
Zentla là một đô thị thuộc bang Veracruz, México. Năm 2005, dân số của đô thị này là 11980 người.